# Тэйлор, Том
Том Тэйлор (англ. Том Taylor, 1817—1880) — английский драматург и юмористический писатель; состоял художественным критиком «Times», был редактором (1872—80) юмористического журнала «Punch».
Написал свыше 100 драм, из которых до сих пор удержались на английской сцене: «The fool’s revenge», «An unequal match» (Неравный матч), «The ticket-of-leave-man» (Билет в отпуск), «Clarancy», «Twixt axe and crown» (Топор и корона), «Joan of Arc» (Жанна д’Арк), «Anne Boleyn» (по состоянию на 1907 год). Был редактором автобиографий английских художников Б. Р. Хейдона (1853), С. Р. Лесли (1859). Его перу принадлежит биография сэра Джошуа Рейнольдса (1865, вместе с Лесли).

## Произведения
- Masks and Faces (Маски и лица, 1852)
- Plot and Passion (Сюжет и страсть, 1853)
- Still Waters Run Deep (В тихом омуте черти водятся, 1855)
- Victims (Жертвы, 1857)
- Our American Cousin (Наш американский кузен, 1858)
- The Contested Election (Оспариваемые выборы, 1859)
- The Overland Route (Сухопутный маршрут, 1860)
- The Ticket-of-Leave Man (Билет в отпуск, 1863)
- Mary Warner (Мэри Уорнер, 1869)
- The Fool’s Revenge (Месть дурака, 1869)
- Twixt Axe and Crown (Топор и корона, 1870)
- Joan of Arc (Жанна д’Арк, 1871)
- Arkwright’s Wife (Жена Аркрайта, 1873)
- Lady Clancarty (Леди Кланкарти, 1874)
- Anne Boleyn (Анна Болейн, 1875)